# Torkwase Dyson
Torkwase Dyson (* 1973 in Chicago) ist eine afroamerikanische Künstlerin, die sich mit verschiedenen Medien wie Malerei, Zeichnung und Skulptur, mit Fragen von Architektur, Infrastruktur und Ökologie auseinandersetzt. Ihr besonderes Interesse gilt dabei der Frage, wie People of Color Raum erfahren und bewältigen, und der Suche nach räumlichen Befreiungsstrategien aus historischer und zeitgenössischer Perspektive.

## Leben und Werk
Dyson studierte Soziologie und Soziale Arbeit am Tougaloo College, einem Historically Black College in Jackson, Mississippi. In ihrem letzten Semester besuchte sie eine Zeichen- und Bildhauereiklasse und erkannte ihr künstlerisches Talent. Afroamerikanische Künstler wie David C. Driskell, Minnie Evans und Samella Lewis übten in dieser Zeit Einfluss auf sie aus. Dyson schreibt dabei insbesondere Benny Andrews, einem figurativen Maler, Collagenkünstler und Aktivisten, der die Black Emergency Cultural Coalition mitbegründet hatte, einen großen Einfluss auf ihren Werdegang zu: „Ich traf ihn, als er mir meine erste individuelle Kritik in der Tougaloo Künstlerkolonie gab. Seine exakten Worte waren 'Du kannst malen - wen kümmerts?' Diese Worte begleiten mich.“ 1996 erhielt Dyson ihren Bachelor of Arts vom Tougaloo College, 1999 ihren Bachelor of Fine Arts in Malerei und Druckgraphik von der Virginia Commonwealth University. Im Jahr 2003 schloss sie ihr Studium der Malerei und Druckgraphik an der Yale School of Art mit einem Master of Fine Arts ab.
Strange Fruit (Dignity in Hand) (2015)
 Acrylfarbe auf Galeriewand 
 243,84 × 213,36 cm 
 The Studio Museum in Harlem, New York City

Link zum Bild

Im Jahr 2015 erhielt Dyson von Eyebeam, einer New Yorker Organisation, die Künstler und Künstlerinnen fördert, die sich in ihrer Arbeit mit Technologie auseinandersetzen, eine Residency, die ein Studio für zwei Jahre und ein Stipendium über 60.000 US-Dollar umfasste. Im Rahmen dieses Programms schuf sie verschiedene Werkgruppen, die Malerei und Abstraktion als Formen der Datenvisualisierung zur Darstellung der räumlichen Geschichte der Sklaverei sowie dem Verhältnis von Architektur und strukturellem Rassismus erprobten. In ihrer zweijährigen Recherche für diese Arbeiten folgte Dyson unter anderem Ida B. Wells, die als Journalisten im ausgehenden 19. Jahrhundert die Opfer von Lynchmorden sichtbar zu machen versuchte. Mit ihrem mobilen South Studio Zero besuchte Dyson dabei auch einige der historischen Schauplätze selbst. Ergebnis ihrer Recherchen war unter anderem die Strange Fruit-Serie, in der sich Dyson dem Thema der Lynchmorde an Afroamerikanern zwischen 1882 und 1968 über die Verwendung des in Landschaftsplänen als Symbol für Bäume verwendeten Kreises nähert. Der Titel bezieht sich auf das gleichnamige Lied von Billie Holiday, in dem dieser die Lynchmorde in den Südstaaten der USA thematisierte. In der Serie Auction Block zeigt Dyson architektonische Zeichnungen in Weiß auf schwarzem Hintergrund von Steinen, Tischen und Stühlen, von denen aus Sklaven verkauft worden waren. Die historischen Orte führt sie dabei auf ihre Grundformen zurück. 2016 präsentierte Dyson diese Werkgruppen im Rahmen der von Eyebeam in der Industry City Gallery in Brooklyn organisierten Ausstellung Unkeeping. Mit dem zur ersteren Serie gehörenden abstrakten Wandgemälde Strange Fruit (Dignity in Hand) war Dyson 2015 bereits Teil der Gruppenausstellung A Constellation im New Yorker Studio Museum in Harlem, in der anhand von 26 Künstlern und Künstlerinnen verschiedene Positionen zu Abstraktion, Figuration und der Geschichte der afrikanischen Diaspora vorgestellt wurden. Das Thema der Lynchmorde wurde im Rahmen der Ausstellung auch von Melvin Edwards repräsentiert, dessen Skulptur Working Thought aus dem Jahr 1985 aus der Serie Lynch Fragment stammte.
Plantationocene (2019) 
 Acrylfarbe, Bleistift, Tinte, Messing und Holz auf Leinwand 
 248,92 cm Durchmesser 
 Arthur Ross Architecture Gallery, Columbia University, New York City

Link zum Bild

Dyson setzte ihre künstlerische Arbeit in der Folge mit thematisch verwandten Werkgruppen fort: In der Arthur Ross Architecture Gallery der Columbia University zeigte sie 2019 im Rahmen der Ausstellung 1919: Black Water Gemälde, Zeichnungen und Skulpturen, die sie anlässlich der 100. Wiederkehr des Red Summer von 1919, einer Phase verstärkter rassistischer Gewalt in den USA, geschaffen hatte. Ausgangspunkt bildete für sie dabei der Tod von Eugene Williams am 27. Juli 1919, der mit vier weiteren schwarzen Teenagern auf einem selbstgebauten Floß auf dem Lake Michigan in der Nähe der unmarkierte Grenze zwischen dem Schwarzen und dem Weißen vorbehaltenen Strand trieb, von einem Stein, den ein weißer Chicagoer geworfen hatte, am Kopf getroffen wurde und in der Folge ertrank. Dieser Vorfall führte zu fünftägigen Rassenunruhen in Chicago. In einem der Gemälde zeigt Dyson das Floß aus der Vogelperspektive im glitzernden Wasser. Obwohl es mit dem Tod Williams’ verbunden ist, versteht Dyson das Floß als Ort der Selbstbefreiung, da es ein Medium der Mobilität in einem weißen Raum war. Auch in den weiteren Werken untersuchte sie diese Art von spatial agency. Für Nicole Miller in ihrer Ausstellungskritik in Art in America vermittelt das Gemälde Plantationocene, das in der Nahsicht das Floß, in der Fernsicht ein Schiff mit Suchscheinwerfern evozieren würde, „a powerful sense of racialized space“. Im Rahmen der im selben Jahr in der Irwin S. Chanin School of Architecture der Cooper Union in New York City gezeigten Ausstellung I Can Drink the Distance, die aus einer Performance in zwei Akten bestand, adressierte Dyson das Verhältnis des Anthropozän zu Rassismus und Plantagensklaverei sowie die Frage, inwiefern die Industrialisierung von Vorstellungen der White Supremacy durchdrungen sei. 2021 knüpfte sie im Rahmen der Ausstellung Liquid A Place in der Londoner Pace Gallery mit einem dreitägigen Programm aus Poesie, Musik und Tanz an die New Yorker Performance an. Dabei kollaboriert sie unter anderem mit Rowdy Superstar, einem Mitglied der Band Atari Teenage Riot, und dem Sänger Gaika. Insgesamt führte Dyson mit an Pipelines erinnernden und auf den transatlantischen Sklavenhandel Bezug nehmenden Werken in der Londoner Ausstellung ihre thematische Arbeit rund um Wasser und Raum in Hinblick auf die Geschichte schwarzer Menschen fort.
Im Juli 2020 gehörte Dyson zu zwölf Künstlern, die vom Style Magazine der New York Times um Äußerungen zur ökonomischen Krise in Folge der COVID-19-Pandemie gebeten wurden. Ausgehend von der Feststellung, dass der Kapitalismus auf legaler Abstraktion (legal abstraction) beruht, die schwarze Menschen falsch repräsentiert hat, beschreibt sie ihre künstlerische Praxis als „[...] Akte der Autonomie, Selbstverteidigung, Poesie, Aktivismus, Kreativität und mehr Abstraktion von der tiefSchwarzen, achtsamen Architektur des Schwarzen Wesens.“ In ihrer Arbeit versuche Dyson eine illegale Abstraktion als Widerspruch zur herrschenden Ordnung auf der Basis der Vorstellung einer White Supremacy zu artikulieren, indem sie nach räumlichen, großzügigen Formen strebe. Diese Abstraktion des Widerstands stehe in der Tradition Schwarzer radikaler Imagination (Black radical imagination).
Dyson wird von der Pace Gallery und der Gray Gallery (Chicago/New York City) vertreten.

## Ausstellungen
- 2006: Torkwase Dyson: Ding, Bling, Splash: Hurray You’re Rich, Ty Stokes Gallery, Atlanta. (Einzelausstellung)
- 2008: Torkwase Dyson: Hereinafter, Meat Market Gallery, Washington, D.C. (Einzelausstellung)
- 2014: Mine: a solo exhibition by Torkwase Dyson, Clark University, Worcester, Massachusetts (Einzelausstellung)
- 2015: A Constellation, The Studio Museum in Harlem, New York City (Gruppenausstellung)
- 2016: Grayscale, Postmasters Gallery, New York City (Gruppenausstellung)
- 2016: Unkeeping, Industry City Gallery, New York City (Einzelausstellung)
- 2017: Torkwase Dyson: Hidden in Plain Site. Black Paintings, Landmark Gallery der Texas Tech University, Lubbock, Texas (Einzelausstellung)
- 2017: 35 Days, Hemphill Artworks, Washington, D.C. (Gruppenausstellung)
- 2018: Dear Henry, Davidson Gallery, New York City (Einzelausstellung)
- 2018: Torkwase Dyson: Black Compositional Thought and the Wynter-Wells Drawing School for Environmental Justice, The Drawing Center, New York City (Einzelausstellung)
- 2018: Torkwase Dyson: Nautical Dusk, William D. Adams Gallery, Colby Museum of Art, Colby College, Waterville, Maine
- 2018: Between the waters, Whitney Museum of American Art, New York City (Gruppenausstellung)
- 2019: Torkwase Dyson - 1919: Black Water, Arthur Ross Architecture Gallery, Columbia University, New York City (Einzelausstellung)
- 2019: Torkwase Dyson: I Can Drink the Distance, The Irwin S. Chanin School of Architecture, The Cooper Union, New York City (Einzelausstellung)
- 2020: Torkwase Dyson: Black Compositional Thought. 15 Paintings for the Plantationocene, New Orleans Museum of Art (Einzelausstellung)
- 2021: Torkwase Dyson: Breathtaking. On Black Beauty and Other Necessary Indeterminacies (Spatial Test With Drawing, _001), 2021, Serpentine Pavilion, Serpentine Galleries, London (Einzelausstellung)
- 2021: Torkwase Dyson, Hall Art Foundation, Schloss Derneburg (Einzelausstellung)
- 2021: Torkwase Dyson: Liquid A Place, Pace Gallery, London (Einzelausstellung)